# Sporobolus nebulosus
Sporobolus nebulosus är en gräsart som beskrevs av Eduard Hackel. Sporobolus nebulosus ingår i släktet droppgräs, och familjen gräs. Inga underarter finns listade i Catalogue of Life.